# De tre ringarna
De tre ringarna: de spanska judarnas historia, dansk originaltitel De tre ringe: historien om de spanske jøder är en roman från litteraturåret 1954 av Poul Borchsenius. Den utgavs i svensk översättning 1955.
Boken tar sin utgångspunkt i det moriska Spanien där judarna levde under stor frihet att utöva sin religion. Uttrycket "De tre ringarna" syftar på de tre monoteistiska religionerna judendom, kristendom och islam. Dessa tre religioner samexisterade under stor frihet under de moriska härskarna. Enligt en legend frågade Saladin juden Natan den vise om vilken av de tre religionerna som var sann. Natan förstod att hur han än svarade skulle svaret vändas emot honom. Därför berättade han en historia om en ring som gått i arv från far till den mest älskade av sina söner i många släktled. Efter många släktled kom ringen till en man som älskade alla sina söner lika mycket och han lovade var och en av dem ringen. På dödsbädden kallade han till sig en guldsmed som tillverkade två exakta kopior av ringen. Innan han dog gav han en ring till var och en.